# Hermetia ceriogaster
Hermetia ceriogaster är en tvåvingeart som beskrevs av Samuel Wendell Williston  1888. Hermetia ceriogaster ingår i släktet Hermetia och familjen vapenflugor. Inga underarter finns listade i Catalogue of Life.